# Сильвестр Барткевич
Сильве́стр Станісла́в Бартке́вич (пол. Sylwester Stanisław Bartkiewicz, *1 січня 1890, Надвірна,  Королівство Галичини та Володимирії⁣ — †24 серпня 1961, Лондон, Велика Британія) — польський спортсмен, футболіст, правник.

## Життєпис
Народився 1890 року в містечку Надвірна, що у Східній Галичині. Середню освіту здобув у II Ц. К. гімназії в Станиславові. Випускник Відділу права Львівського університету. У міжвоєнну добу працював державним службовцем на престижних посадах в міністерствах Залізниць і Зв’язку Польщі. 
Влітку 1940 року, як політично неблагонадійного, Сильвестра Барткевича разом із сім’єю радянський репресивний режим відправив на заслання в Томську область Росії. У липні 1942 року сімейство Барткевичів в обозі польського військового формування генерала В. Андерса транзитом через Середню Азію перетнуло радянські кордони та отримало притулок на території Ірану. 
Весною 1948 року Сильвестр Барткевич емігрував до Великої Британії, де й провів залишок свого життя.

## Спортивна кар’єра
Сильвестр Барткевич захопився руханкою і спортом ще у пору свого навчання в Станиславівській гімназії. Займався різними літніми та зимовими видами спорту. Але найбільших успіхів в перші десятиліття XX століття досяг у футболі. Був одним з піонерів футбольного руху в Станиславові та співзасновником спортивного товариства «Ревера». 
Вершиною футбольної кар’єри Сильвестра Барткевича стали виступи на початку 1910-х за одну з найсильніших тодішніх команд Галичини львівську «Погонь». У її складі взяв участь в прем'єрному Чемпіонаті Галичини з футболу (І-й клас). Здібного півзахисника також неодноразово запрошували до репрезентації Львова на міжміські поєдинки проти збірних Відня, Кракова та Чернівців. 